# Ручкин, Семён Олегович
Семён Олегович Ручкин (род. 4 ноября 1996, Омск) — российский хоккеист, защитник «Адмирала».

## Клубная карьера
Начал заниматься хоккеем в родном Омске, в академии «Авангарда», в которой пробыл до 14 лет. В 2011 году переехал с родителями в Санкт-Петербург и перешёл в СДЮСШОР «Динамо», в которой играл до 2013 года. С сезона 2013/14 начал выступать за клуб молодёжной хоккейной лиги петербургское «Динамо». В своём первом сезоне провёл 56 матчей и набрал 7 (1+6) очков. В 2015 году стал капитаном команды. За МХК «Динамо» выступал до конца сезона 2015/16 и всего провёл в МХЛ 153 матча, набрал 45 (10+35) очков, при показателе полезности «+8».
С сезона 2016/17 начал выступать за петербургское «Динамо» в высшей хоккейной лиге. В своём дебютном сезоне в ВХЛ провёл 62 матча, набрав 21 (8+13) очко. За «Динамо» выступал до декабря 2019 года, проведя за клуб 201 матч, набрал 63 (20+43) очка, при показателе полезности «+55».
8 декабря 2019 года в результате обмена перешёл в омский «Авангард», подписав двусторонний контракт на два года. Дебютировал в КХЛ 25 декабря 2019 года в матче против «Трактора» (1:3), проведя на площадке 11 минут и 39 секунд. Всего в своём дебютном сезоне в КХЛ провёл 14 матчей, набрав 3 (2+1) очка, при показателе полезности «+5». Также сыграл 2 матча и набрал 2 (1+1) очка в ВХЛ за фарм-клуб «Ижсталь».
26 июня 2020 года был обменян в «Торпедо» на денежную компенсацию. В сезоне 2020/21 провёл за нижегородцев 26 матчей и набрал 5 (3+2) очков, при показателе полезности «+4». После окончания сезона был обменян в «Авангард» на денежную компенсацию.
18 мая 2021 года в результате обмена с омским клубом на денежную компенсацию, пополнил систему московского «Спартака», заключив двусторонний контракт на один год. В сезоне 2021/22 провёл 48 матчей и набрал 5 (1+4) очков. 14 апреля 2022 года продлил контракт с клубом на два года. 6 мая 2024 года в результате обмена стал игроком «Адмирала».

## Достижения
Командные
- Бронзовый призёр чемпионата МХЛ: 2016
- Обладатель Кубка Петрова: 2018
- Победитель регулярного чемпионата ВХЛ: 2018